# Eugen Denzel

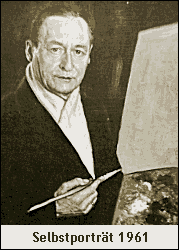
Eugen Denzel / Selbstporträt 1961

Eugen Denzel (* 10. Februar 1901 in Wuppertal; † 7. November 1980 in Geesthacht) war ein deutscher Maler, Grafiker und Pressezeichner.

## Leben und Werk
Während er sich seinen Lebensunterhalt zunächst im Bergbau verdiente, studierte er an der Kunstakademie Düsseldorf, lernte auch bei Ludwig Fahrenkrog, Schlottke und Bäumler an der Kunstgewerbeschule in Wuppertal-Barmen. 1920 besuchte er eine Zeit lang die Kunstakademie in Kopenhagen.
Als professioneller Maler war er zunächst bis 1924 für Auftraggeber aus der Stahlindustrie im Ruhrgebiet tätig. 1924 ließ er sich in Hamburg nieder. Entsprechend seiner politischen Orientierung als Sozialist arbeitete er dort bis 1930 als Pressezeichner für das Hamburger Echo.
Ab 1933 widmete er sich in erster Linie der Porträtmalerei, arrangierte sich aber mit dem System und schuf während der NS-Zeit Werke wie Hamburger Hafen, Werftarbeit und Stapellauf der Gustloff. Auch Bildnisse Adolf Hitlers gehörten zu seinen Auftragswerken. Viele Bilder sind durch Kriegseinwirkung verlorengegangen.

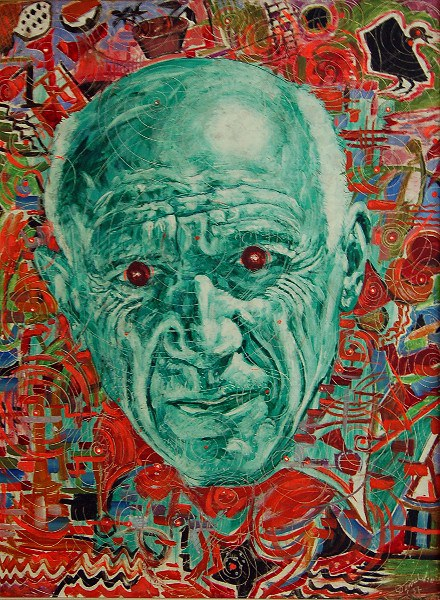
Eugen Denzel: Pablo Picasso
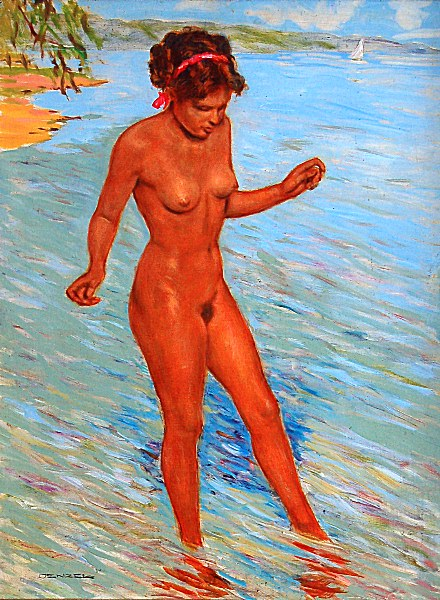
Eugen Denzel: Barbara am Plöner See

Nach dem Krieg entstanden regelmäßig Porträtzeichnungen für die Lübecker Nachrichten, das Hamburger Abendblatt und die Bild-Zeitung. Neben der zeitweiligen Lehrtätigkeit an der Universität Hamburg malte er Auftragsporträts (Haile Selassie (letzter Kaiser Äthiopiens), Schah Mohammad Reza Pahlavi, Kaiserin Soraya, Theodor Heuss, Max Schmeling, Max Brauer) und auch Landschaftsbilder.
Er blieb zeit seines Lebens der traditionellen (gegenständlichen) Malerei verhaftet. Gegenüber den Zeitgenossen seit Picasso hegte er ein gerütteltes Maß an Skepsis. Der Misserfolg von 1966, als er im Wettbewerb für den Deutschen Bundestag  mit dem Porträt Konrad Adenauers gegen Oskar Kokoschka unterlag, hat ihn schwer getroffen.
Sein bekanntestes Werk blieb über all die Jahre das Genrebild Schlafendes Mädchen.